# Arundo
Arundo és un gènere de plantes pertanyent a la família de les poàcies o gramínies. Es troba distribuït per tot el món. El seu nom comú és canya.

## Utilització
Les diverses espècies de canya en general sempre van trobar moltes aplicacions: fabricació de cabanyes, canya de pescar, cistelleria, tutors, fabricació d'embalatges, en la construcció, instruments musicals, llengüetes, pasta de paper, biomassa per energia, biomassa per compost, paravent, evita l'erosió, jardineria, els rizomes tenen propietats diürètiques. La canya és present en grans invents de la humanitat com els instruments musicals, la fusió dels metalls, les armes, la moneda, el paper, la bombeta elèctrica, entre d'altres.

## Preparació de les canyes
Les canyes, segons el costum popular, han de ser tallades quan ja no els queda cap fulla verda i sempre en lluna vella. A més, cal deixar que es facen seques en un lloc protegit de la humitat i agrupades en feixos d'unes cinquanta canyes lligats amb cordell o fil d'aram.
El següent procés és el del pelat de la canya, que es fa emprant una corbella. La canya queda així neta i preparada per a donar-li la utilitat buscada. La persona que se n'ocupa és el pelacanyes, paraula que amb el temps ha adquirit un sentit pejoratiu i, actualment, significa «persona pobra i sense professió per a guanyar-se la vida».

## Taxonomia
- Arundo agerum (Europa)
- Arundo airoides (Nord d'Amèrica)
- Arundo argentea (Suïssa)
- Arundo arguta (Uruguai)
- Arundo bicolor (Nord d'Àfrica)
- Arundo bifaria (Est d'Àsia)
- Arundo biflora (Uruguai)
- Arundo boivini (Madagascar)
- Arundo capillata
- Arundo ciliata (Suïssa)
- Arundo conspicua (Nova Zelanda)
- Arundo diclina (Uruguai)
- Arundo dioica (SE Àsia)
- Arundo donax (Mediterrani, Índia)
- Arundo filiformis (Java)
- Arundo formosana (Taiwan)
- Arundo fulvida (Nova Zelanda)
- Arundo gracilis
- Arundo hellenica (Grècia)
- Arundo henslowiana (Xina)
- Arundo indica (Malàisia)
- Arundo madagascariensis (Madagascar)
- Arundo mambu
- Arundo maritima (Escandinàvia)
- Arundo mediterranea Danin (Marroc)
- Arundo minutiflora (Moluques)
- Arundo nitida (Equador)
- Arundo orientalis
- Arundo pallens (Nord d'Amèrica)
- Arundo parviflora (Taiwan)
- Arundo pilosa (Illes Falkland)
- Arundo piscatoria (SE Àsia)
- Arundo pliniana o Arundo plini (Mediterrani)
- Arundo pygmaea (Itàlia)
- Arundo reynaudiana (Perú)
- Arundo roraimensis (Guyana)
- Arundo rugi (Xile)
- Arundo sabuli (Europa)
- Arundo solida (Uruguai)
- Arundo tacuara (Uruguai)
- Arundo triflora (Uruguai)
- Arundo trivalvis (Indonèsia)
- Arundo valdiviana (Xile)
- Arundo villosissima (Turquia)
- Arundo webbiana (Sud-àfrica)
- Arundo zollingeri (Java)